# La Ferrière-en-Parthenay
La Ferrière-en-Parthenay is een gemeente in het Franse departement Deux-Sèvres (regio Nouvelle-Aquitaine) en telt 755 inwoners (1999). De plaats maakt deel uit van het arrondissement Parthenay.

## Geografie
De oppervlakte van La Ferrière-en-Parthenay bedraagt 29,3 km², de bevolkingsdichtheid is 25,8 inwoners per km².
De onderstaande kaart toont de ligging van La Ferrière-en-Parthenay met de belangrijkste infrastructuur en aangrenzende gemeenten.

## Demografie
Onderstaande figuur toont het verloop van het inwonertal (bron: INSEE-tellingen).